# Hemeroblemma mexicana
Hemeroblemma mexicana är en fjärilsart som beskrevs av Achille Guenée 1852. Hemeroblemma mexicana ingår i släktet Hemeroblemma och familjen nattflyn. Inga underarter finns listade i Catalogue of Life.